# Bonnesvalyn
Bonnesvalyn és un municipi francès situat al departament de l'Aisne i a la regió dels Alts de França. L'any 2007 tenia 209 habitants.

## Demografia

### Població
El 2007 la població de fet de Bonnesvalyn era de 209 persones. Hi havia 71 famílies de les quals 14 eren unipersonals (7 homes vivint sols i 7 dones vivint soles), 18 parelles sense fills, 32 parelles amb fills i 7 famílies monoparentals amb fills.
La població ha evolucionat segons el següent gràfic:
Habitants censats

### Habitatges
El 2007 hi havia 98 habitatges, 75 eren l'habitatge principal de la família, 17 eren segones residències i 6 estaven desocupats. Tots els 97 habitatges eren cases. Dels 75 habitatges principals, 72 estaven ocupats pels seus propietaris, 3 estaven llogats i ocupats pels llogaters i 1 estava cedit a títol gratuït; 1 tenia dues cambres, 8 en tenien tres, 17 en tenien quatre i 49 en tenien cinc o més. 51 habitatges disposaven pel capbaix d'una plaça de pàrquing. A 27 habitatges hi havia un automòbil i a 40 n'hi havia dos o més.

### Piràmide de població
La piràmide de població per edats i sexe el 2009 era:
| Homes | Edats   | Dones |
| ----- | ------- | ----- |
| 0     | 95 o +  | 0     |
| 0     | 90 a 94 | 0     |
| 0     | 85 a 89 | 0     |
| 4     | 80 a 84 | 4     |
| 0     | 75 a 79 | 0     |
| 4     | 70 a 74 | 4     |
| 4     | 65 a 69 | 4     |
| 8     | 60 a 64 | 0     |
| 4     | 55 a 59 | 4     |
| 0     | 50 a 54 | 0     |
| 20    | 45 a 49 | 8     |
| 12    | 40 a 44 | 8     |
| 4     | 35 a 39 | 12    |
| 12    | 30 a 34 | 8     |
| 4     | 25 a 29 | 4     |
| 4     | 20 a 24 | 4     |
| 8     | 15 a 19 | 20    |
| 8     | 10 a 14 | 12    |
| 8     | 5 a 9   | 8     |
| 0     | 0 a 4   | 4     |

## Economia
El 2007 la població en edat de treballar era de 131 persones, 113 eren actives i 18 eren inactives. De les 113 persones actives 105 estaven ocupades (60 homes i 45 dones) i 8 estaven aturades (4 homes i 4 dones). De les 18 persones inactives 5 estaven jubilades, 6 estaven estudiant i 7 estaven classificades com a «altres inactius».

### Ingressos
El 2009 a Bonnesvalyn hi havia 84 unitats fiscals que integraven 234 persones, la mediana anual d'ingressos fiscals per persona era de 19.998 €.

### Activitats econòmiques
Dels 6 establiments que hi havia el 2007, 2 eren d'empreses de construcció, 2 d'empreses de comerç i reparació d'automòbils, 1 d'una empresa immobiliària i 1 d'una empresa de serveis.
Dels 2 establiments de servei als particulars que hi havia el 2009, 1 era una lampisteria i 1 electricista.

## Poblacions més properes
El següent diagrama mostra les poblacions més properes.